# Юпітер LXIII
Юпітер LXIII — супутник Юпітера, також відомий під початковим позначенням S/2017 J 2. Відкритий Скоттом Шеппардом та його командою у 2017 році. Оголошено про це відкриття було лише 17 липня 2018 року в електронному циркулярі Центру малих планет.
Супутник належить до групи Карме. Він має діаметр приблизно 2 кілометри і та обертається навколо великої півосі близько 23 303 000 км з нахилом орбіти приблизно 166,4°.